# Guerra justa

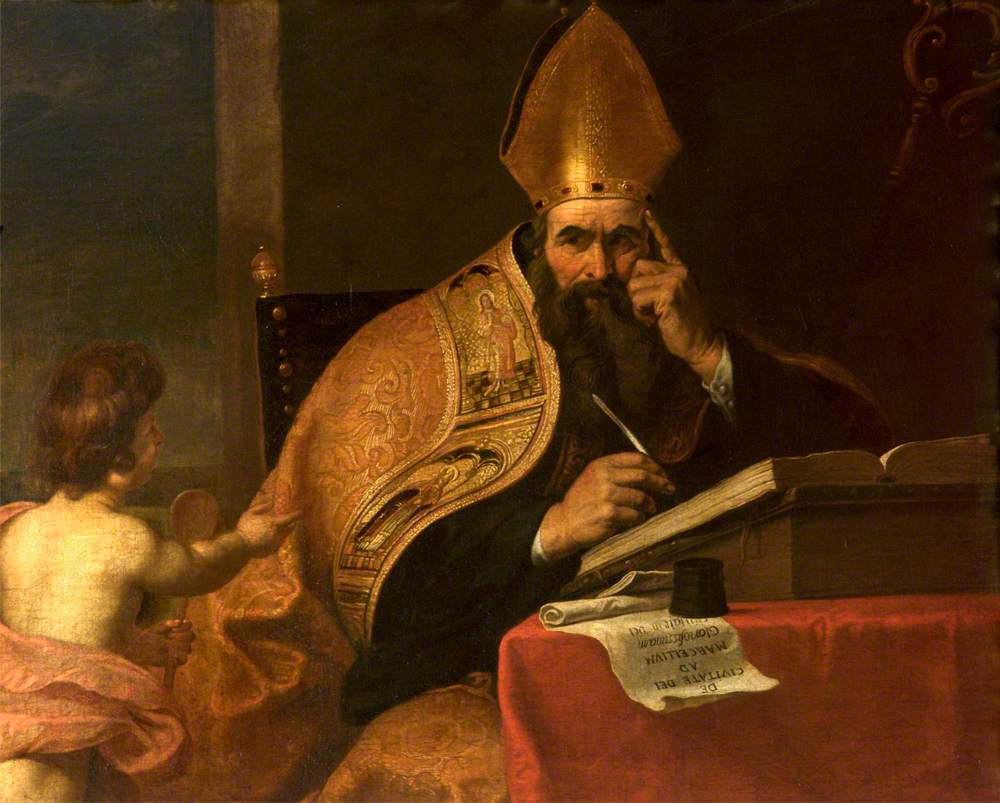
San Agustín fue el principal defensor de la teoría de la guerra justa.

Guerra justa o guerra legítima es un concepto teológico-político desarrollado fundamentalmente por teólogos y juristas católicos y cuya definición ha constituido un esfuerzo serio para regular el derecho a la guerra, en la guerra y después de la guerra. Hoy, este concepto es parte importante del Derecho Internacional y en torno a él se configuran el Ius ad bellum, versión secular del pensamiento cristiano medieval sobre la guerra justa, el Ius in bello que concierne la justicia sobre el comportamiento de los participantes en el conflicto y el Ius post bellum que concierne a la fase terminal y los acuerdos de paz. Con todo, en su encíclica Pacem in Terris, Juan XXIII cuestionó severamente el concepto de guerra justa al señalar que en la era atómica «resulta un absurdo sostener que la guerra es un medio apto para resarcir el derecho violado».
En teoría moral, existen al menos tres enfoques sobre la cuestión de la guerra:
- El pacifismo, según el cual toda guerra es injustificada y, por consiguiente, inmoral.
- El enfoque del «realismo político» o realpolitik, cuya premisa fundamental quedó recogida por el militar e historiador alemán Carl von Clausewitz, cuando dijo que la guerra no es sino otra forma de hacer política.
- Y finalmente, queda la tradición de la guerra justa, con origen en la Edad Media y que se caracteriza por defender que algunas contiendas bélicas tienen justificación y son morales.

## Antigüedad

### China
La filosofía china produjo una gran cantidad de trabajo sobre la guerra, gran parte de ella durante la dinastía Zhou , especialmente el periodo de los reinos combatientes. La guerra fue justificada solo como último recurso y solo por el legítimo soberano; sin embargo, no estaba permitido cuestionar la decisión del emperador sobre la necesidad de una acción militar. El éxito de una campaña militar fue prueba suficiente de que la campaña había sido justa.

### Grecia
Los principios de guerra justa están presentes en las obras de Platón y Aristóteles. En Aristóteles, la esclavitud es conveniente y justa, pues el esclavo ha de ser naturalmente inferior al amo, los cuales no debían ser griegos sino de otras razas.
La teoría aristotélica de la guerra justa se distancia de la actualidad, especialmente por su opinión de la guerra como justificación para esclavizar a los "esclavos naturales". En la filosofía aristotélica, la abolición de la "esclavitud natural " socavaría la libertad cívica. Aristóteles generalmente tiene una opinión favorable de la guerra, la exaltó como una oportunidad para la virtud y escribió que "el ocio que acompaña a la paz" tiende a hacer a las personas "arrogantes". La guerra para "evitar ser esclavizados por otros" se justifica como defensa propia. Él escribe que la guerra "obliga a la gente a ser justa y moderada", sin embargo, para ser justa "la guerra debe ser elegida por el bien de la paz" (con la excepción de las guerras de agresión discutidas anteriormente). Según The Cambridge Companion to Aristotle's Politics, los objetivos de esta guerra agresiva eran las personas no griegas, y señalaron la opinión de Aristóteles de que "nuestros poetas dicen que 'es correcto que los griegos gobiernen a los no griegos'". La guerra es justa cuando se contiende contra hombres que por naturaleza deben ser gobernados, no quieren someterse.

### Roma
La explicación más clara de la teoría de guerra justa en el mundo antiguo se encuentra en De officiis (De oficios) de Cicerón, Libro 1, secciones 1.11.33-1.13.41.

## Edad Media

### San Agustín
La noción de «orden» reviste una importancia especial a lo largo de todo el pensamiento agustiniano. En el plano político, el orden es la paz: «La disposición de los seres iguales y desiguales, ocupando cada uno el lugar que le corresponde». Esta definición tiene un trasfondo platónico, pues también Platón había insistido en su República que una sociedad bien ordenada (justa) era aquella en la que cada uno ocupaba el lugar en función de su alma. Sea cual sea el mecanismo con el que una sociedad se ordene, toda sociedad tiende a la paz.
La insistencia en la justicia con sus raíces en la doctrina cristiana la aplicó Agustín de Hipona a la guerra. Consideraba que toda guerra es malvada y que atacar y saquear a otros estados es injusto, pero aceptaba que existe una "guerra justa" librada por una causa justa, como defender el Estado de una agresión o restaurar la paz si bien hay que recurrir a ella con remordimientos y como último recurso. En este sentido, incluso la guerra es vista por Agustín como un instrumento de paz. Ningún pueblo hace la guerra por hacer la guerra, sino siempre como un medio para conquistar la paz.
San Agustín sostuvo que, si bien las personas no deben recurrir inmediatamente a la violencia, "Dios ha dado la espada al gobierno por una buena razón" (citando a Romanos 13:4). Afirmó que el pacifismo frente a un grave error que solo podría ser detenido por la violencia, sería un pecado. La defensa de uno mismo o de otros podría ser una necesidad, especialmente cuando está ordenada por una autoridad legítima:

Los que han emprendido la guerra en obediencia al mandato divino, o de conformidad con sus leyes, han representado en sus personas la justicia pública o la sabiduría del gobierno, y en esta capacidad han dado muerte a hombres malvados; tales personas de ninguna manera han violado el mandamiento "No matarás"
La Ciudad de Dios

Para Agustín de Hipona la guerra justa es un mecanismo de defensa para los combatientes justos que, por decreto divino, no tienen más remedio que someterse a sus autoridades políticas y deben tratar de garantizar el cumplimiento de su deber de lucha de guerra de la manera más justa posible, incluso si está a órdenes de un mal gobierno:

A los siervos de Cristo, ya sean reyes, príncipes, jueces, soldados o provinciales, ya sean ricos o pobres, hombres libres o esclavos, hombres o mujeres, se les ordena, si es necesario, que soporten la maldad de un estado completamente corrupto. y por esa resistencia para ganarse un lugar de gloria
La Ciudad de Dios

### Santo Tomás de Aquino
Santo Tomás de Aquino, basándose en San Agustín, escribe al referirse a la guerra justa: "Para que la guerra sea justa, se requieren tres condiciones.
- Primera parte de la obra: la autoridad del príncipe bajo cuyo mandato se hace la guerra. No incumbe a la persona particular declarar la guerra, porque puede hacer valer su derecho ante tribunal superior; además, la persona particular tampoco tiene competencia para convocar a la colectividad, cosa necesaria para hacer la guerra. Ahora bien, dado que el cuidado de la república ha sido encomendado a los príncipes, a ellos compete defender el bien público de la ciudad, del reino o de la provincia sometidos a su autoridad. Pues bien, del mismo modo que la defienden lícitamente con la espada material contra los perturbadores internos, castigando a los malhechores, a tenor de las palabras del Apóstol: «No en vano lleva la espada, pues es un servidor de Dios para hacer justicia y castigar al que obra mal» (Rm 13,4), le incumbe también defender el bien público con la espada de la guerra contra los enemigos externos. Por eso se recomienda a los príncipes: «Librad al pobre y sacad al desvalido de las manos del pecador» (Ps 81,41), y San Agustín, por su parte, en el libro Contra Faust. enseña: «El orden natural, acomodado a la paz de los mortales, postula que la autoridad y la deliberación de aceptar la guerra pertenezca al príncipe»[11]
- Segunda: Se requiere causa justa. Es decir, que quienes son atacados lo merezcan por alguna causa. Por eso escribe también San Agustín en el libro Quaest: «Suelen llamarse guerras justas las que vengan las injurias; por ejemplo, si ha habido lugar para castigar al pueblo o a la ciudad que descuida castigar el atropello cometido por los suyos o restituir lo que ha sido injustamente robado»[12]
- Tercera: Se requiere, finalmente, que sea recta la intención de los contendientes; es decir, una intención encaminada a promover el bien o a evitar el mal. Por eso escribe igualmente San Agustín en el libro De verbis Dom.: "Entre los verdaderos adoradores de Dios, las mismas guerras son pacíficas, pues se promueven no por codicia o crueldad, sino por deseo de paz, para frenar a los malos y favorecer a los buenos". Puede, sin embargo, acontecer que, siendo legítima la autoridad de quien declara la guerra y justa también la causa, resulte, no obstante, ilícita por la mala intención. San Agustín escribe en el libro Contra Faust.: «En efecto, el deseo de dañar, la crueldad de vengarse, el ánimo inaplacado e implacable, la ferocidad en la lucha, la pasión de dominar y otras cosas semejantes, son, en justicia, vituperables en las guerras»[13]

## Edad Moderna

### Francisco de Vitoria
El salmantino Francisco de Vitoria escribió en 1538 Reelecciones del Estado, de los indios, y del derecho de la guerra. En esta obra formuló los títulos jurídicos para legitimar la ocupación española en América. En la reelección segunda desarrolla una teoría general del derecho a la guerra. Su exposición se divide en cuatro proposiciones: licitud de las guerras para los cristianos, autoridad competente para declarar y hacer la guerra, causas justas de la guerra y actos lícitos contra el enemigo en la guerra.

#### La licitud de la guerra para los cristianos
Vitoria establece la distinción entre enunciados de precepto y enunciados de consejo. Como precepto acepta que la guerra está prohibida para los cristianos por las sagradas escrituras. Como enunciado de consejo argumenta que es lícito para los cristianos hacer la guerra, para lo que se basa en las palabras que San Juan Bautista dirige a los soldados: no maltraten ni hagan daño y, en el comentario de San Agustín a éstas: "si la religión cristiana prohibiera totalmente las guerras se les hubiese ordenado dejar las armas. Luego, citando el Evangelio y a Santo Tomás, llega a probar la licitud de la guerra defensiva y ofensiva. Es lícito repeler una agresión con la fuerza y lícito reclamar por una injuria recibida.

#### La autoridad competente para declarar y hacer la guerra
Vitoria divide esta proposición en tres argumentos. Primero, afirma que cualquier particular puede hacer la guerra defensiva y no sólo para defenderse a sí mismo sino que sus bienes y sus cosas.Segundo, afirma que cualquier república tiene derecho a declarar y hacer la guerra y, tercero dice que el príncipe tiene la misma autoridad que la república.

#### Las causas justas de la guerra
Según Vitoria, la única causa justa de guerra, respetando el principio de proporcionalidad de los medios, es la injuria recibida. Funda su afirmación en la definición de guerra justa que da San Agustín: "Las guerras justas suelen definirse diciendo que son aquellas en que se toma satisfacción de las injurias, si ha de castigarse a una ciudad o a una nación que no se ocupa en reparar el daño causado por sus súbditos ni de devolver lo quitado injustamente.

#### Actos lícitos contra el enemigo en guerra justa
la guerra justa está subdividida en varias opciones o partes, entre ellas están:
- Primera proposición: En la guerra es lícito hacer todo lo necesario para la defensa del bien público.
- Segunda proposición: Es lícito recobrar las cosas perdidas y sus intereses.
- Tercera proposición: Es lícito resarcirse con los bienes del enemigo de los gastos de la guerra y de todos los daños causados por él injustamente.
- Cuarta proposición: El príncipe que hace una guerra justa podrá hacer cuanto sea necesario para mantener la paz y la seguridad frente a sus enemigos.
- Quinta proposición: Después de obtenida la victoria, recobradas las cosas y asegurada la paz, se puede vengar la injuria recibida de los enemigos y castigarlos por las injurias inferidas.[16]

#### Algunas reflexiones sobre las proposiciones
Según Vitoria, para hacer la guerra no basta la simple creencia del príncipe en que una causa es justa , ya que si se da el caso, la guerra sería justa para ambos bandos en conflicto. Por lo tanto, aconseja revisar la justicia y sus causas, así como las razones aducidas por los adversarios. Por otra parte, si a los súbditos les consata la injusticia de una guerra no les es lícito ir a ella aún por mandato del príncipe. esto en virtud de la ilicitud de dar muerte a inocentes. Esta preocupación por la justicia de la guerra obliga a los consejeros del rey a examinar las causas de una guerra justa ya que si se concreta una guerra injusta, parecería contar con el consentimiento de ellos ya que "a cada uno se imputa lo que puede y debe impedir si no lo impide". Luego, Vitoria reflexiona sobre el caso de que ambas partes beligerantes tengan razones aparentes y probables y enumera algunas reglas prácticas para tal situación para entonces preguntarse por la posibilidad que una guerra sea justa para ambas partes, lo que resuelve afirmando que tal probabilidad se daría sólo en el caso de ignorancia "porque si consta la justicia de la contraparte, no es lícito ofenderse ni defenderse de él."Luego se pregunta si es lícito matar inocentes en una guerra justa a lo que responde que nunca es lícito matar a un inocente con intención directa pero si se les puede despojarlos de armas, naves y máquinas.

### Domingo De Soto
Domingo de Soto escribió el tratado De iustitia et iure. En el libro V q. III, podemos encontrar los motivos por los que una guerra puede ser justa. A saber estos son: la falta de autoridad, la falta de una causa digna y la ausencia de forma jurídica.
La presencia de autoridad. “Puesto que solo los jefes de Estado, que gozan de verdadera autoridad, tiene derecho para declarar y hacer guerra los demás poderes y autoridades que viven bajo la autoridad del Jefe de Estado, carecen de él, y solamente pueden hacer uso de la violencia contra los malhechores que le están sujetos (De Soto, [1556] 1968:430). La presencia de una causa digna.” […] se necesita que haya una causa y no cualquiera, sino digna, para exponerse por ella a tan grandes riesgos, y para ocasionar tan grandes ruinosas perturbaciones a la nación”. (De Soto, [1556] 1968:430). La presencia de forma jurídica, es decir que sólo se declare después de haber ofrecido primero todos los motivos de paz y que no se extienda más de lo que pide la justicia.
La guerra no puede ser justa para ambas partes, declara Soto, a no ser que la ignorancia excuse a una de las partes. Soto ilustra lo anterior con un ejemplo: Veo que un soldado se lanza sobre mí y sé que él es inocente, es decir, que piensa que la guerra que me hace es justa. En este casi parecen que la razón dicta que no puedo darle muerte; puesto que la guerra no puede ser justa por ambas partes. Y así, si él lucha justamente contra mí, yo no puedo según la justicia defenderme. Sin embargo, se responde que es lícito. En primer lugar porque ambos por ignorancia podemos luchar justamente, cuando ambos creemos que defendemos la causa justa. Además, aunque en tal conflicto uno de los soldados ciertamente supiera que la justicia estaba de la parte contraria, puede defenderse, porque no está obligado a sufrir aquella muerte […] Pero el soldado que creyere que hace una guerra injusta, no puede lícitamente acometer”.De Soto.
Para ilustrar lo dicho por Soto respecto de la ignorancia como excusa de una de las partes, cabe señalar siguiendo a Mungía que existen al menos cuatro tipos o grados de ignorancia. A saber estos son que son: ignorancia invencible, vencible, crasa y afectada. La ignorancia invencible, es aquella que destruye la voluntariedad del acto (al igual que el olvido y la inadvertencia absoluta), por lo que no debe de tenerse como pecado lo hecho bajo esta ignorancia. La ignorancia vencible: es aquella que no destruye o quita lo voluntario y por consiguiente no excusa de pecado, disminuyéndolos en cambio si se toma en cuenta las dificultades que existen para vencer esa ignorancia (sobre el olvido y la inadvertencia se puede decir lo mismo, ya que estos son inocentes o culpables si es que dependen o no de la persona). La ignorancia crasa: ésta no quita ni disminuye el pecado porque es en mayor grado vencible para el que la padece que la anterior. Finalmente, la ignorancia afectada, tampoco quita ni disminuye el pecado, además de que es procurada en cierta medida por el que la padece para engañarse a sí mismo.

### Luis de Molina

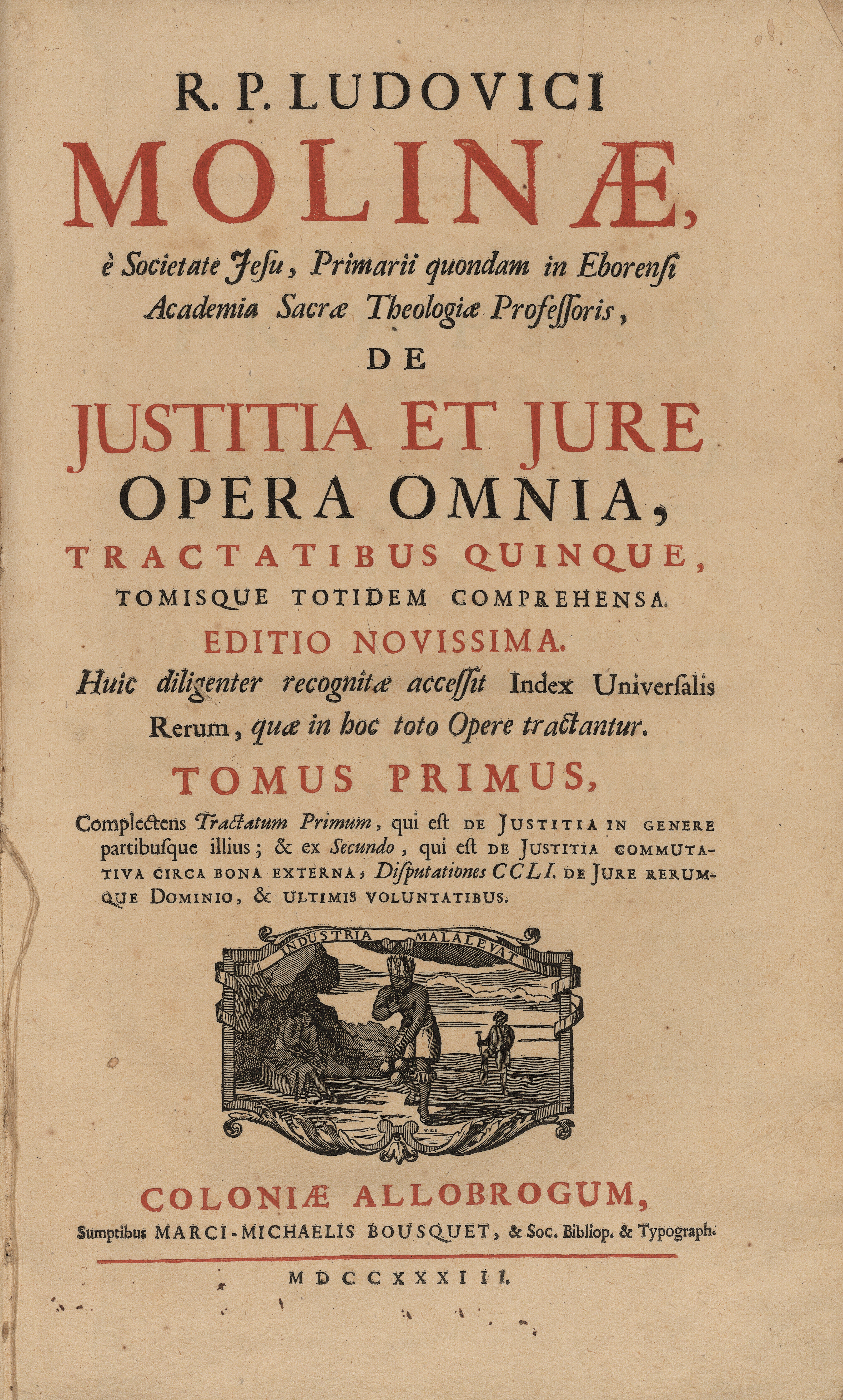
De iustitia et iure, 1733

Luis de Molina afirma que la guerra es asunto netamente jurídico, pues aunque una guerra injusta se opone a la caridad, también lo hace, y aún más, a la justicia. Así, llega a la conclusión de que la guerra deberá examinarse de acuerdo con los principios de la justicia, más que con los de la caridad. Señala nuestro autor que sería un error considerar siempre ilícita la guerra. Sostiene la tesis de que no sólo es lícito a los cristianos el guerrear, siempre y cuando lo hagan guardando ciertas condiciones, sino que en ocasiones será mejor pelear que abstenerse de hacerlo.
Llega incluso a ser pecado moral el no hacerlo. Afirma que es lícito a los reyes el “esgrimir la espada contra los malhechores y sediciosos de su Estado […] ” y pueden emplearla también en contra de los enemigos externos en defensa de sus súbditos. Esto no sólo es lícito hacerlo en las guerras defensivas, sino incluso en las de carácter ofensivo, con el objeto de reclamar lo que haya sido arrebatado, el resarcimiento de daños o la venganza de injurias recibidas.
Para Molina, las condiciones necesarias para la justicia y licitud de guerra son, primero, autoridad justa, la guerra deberá ser declarada por quien tenga la autoridad suficiente para hacerlo. Segundo, causa justa, debe existir una injuria y tercero, debe existir recta intención al guerrear.
La justa autoridad, la tiene el príncipe, que no reconoce a ninguna otra sobre él y la república independiente, como estado íntegro que se basta a sí misma. La causa justa hace referencia al requisito establecido por Vitoria como injuria: la injuria que tratamos de impedir, de resarcir o de vengar. Dice que basta en ocasiones que la injuria sólo sea material, es decir, sin culpa. Por otra parte, la recta intención indica que la guerra no puede ser causada por el odio a los enemigos sino el deseo del bien común, el de recuperar lo que le pertenece al atacante o el vengar la injuria recibida. En el caso de que el origen de la guerra fuese el odio al enemigo, existiría en este caso la culpa.
Finalmente, respecto a estas condiciones necesarias para que una guerra sea justa señala que existiendo autoridad legítima y una causa justa, no surge la obligación de restituir a los enemigos los daños causados si falta la tercera condición que es la debida intención. Da como razón el hecho de quienes declaran tal guerra ilícita no pecan contra la justicia sino contra la caridad al pelear justamente pero sin la debida intención. Las causas particulares de la guerra son: 1) Ocupar lo que se le debe al príncipe y que no es obtenible por otra vía, 2) Para reprender y castigar a los súbditos que injustamente se rebelan contra su señor y se niegan a obedecer una orden justa de éste, 3) La injuria inferida al príncipe o al Estado, 4) El hecho de prestar auxilio a quién está en guerra injusta con algún príncipe; en virtud de que por esa razón, dicho príncipe tiene una causa justa de guerra contra quien presta di cho auxilio. Lo anterior en virtud del daño e injuria recibidos, 5) La defensa injusta de criminales con el fin de evitar el castigo que en justicias se merece, 6) El incumplimiento por parte de un príncipe o república de un tratado o pacto que sea de gran interés para otro príncipe o república, 7) Negar cualquiera de las cosas que por derecho de gentes les están a todos permitidas. Esta negación al ser injusta supone una injuria a quien se le niega.

### Francisco Suárez
Para Francisco Suárez, la guerra se comprende dentro del Ius inter gentes, de acuerdo con el concepto de derecho de gentes, no siendo la guerra una institución de derecho natural. Por derecho inter gentes podemos entender aquel derecho común a todas las naciones, que fue por todos establecido y sólo puede ser suprimido por el consentimiento unánime de las naciones que lo crearon, mediante la costumbre.
En su tratado De Bello empieza por considerar a la guerra como un hecho sin señalar distingo con la simple lucha. Su concepción es de amplitud tal que abarca a todos los hechos de fuerza. Posteriormente encuadra y limita a la guerra justa, haciendo notar que sólo podrá se considerada como tal aquella que reúna las siguientes condiciones:

#### Que sea declarada por una autoridad legítima
El declarar la guerra es potestad de todo príncipe soberano por derecho natural, ya que este tipo de guerra al estar a veces permitida por este derecho natural, es necesario que alguien tenga el poder suficiente para emprenderla. Así, “la guerra que,… se declara sin legítima autoridad, no solamente es contraria a la caridad, sino también a la justicia, aunque le asista una causa legítima” ya que esa declaración se hace sin una jurisdicción legítima dando como resultado la obligación de restituir todos los daños que se causen. Esto Abarca también al príncipe soberano que decide emprender una guerra en contravención a una prohibición impuesta por el soberano pontífice, dicha prohibición es legítima si el Papa considera que la guerra en cuestión contraria al bien de la iglesia, en virtud de lo cual priva al príncipe del derecho a declararla.

#### Que medie una causa justa
Suárez hace la distinción entre causas justas de la guerra según la razón natural de las que no emana del derecho natural y que son aplicables en particular a los príncipes cristianos.Por justa causa para la guerra debe entenderse “una grave injuria ya consumada que no puede ser devengada, ni reparada de otra manera.” Deberá de demostrarse no sólo la gravedad de la violación sino que es el único medio para lograr reparación. Además establece la necesidad de que exista proporcionalidad entre la gravedad de la causa y los males que se van a acarrear con la guerra.

#### Equidad respecto del enemigo tanto en la guerra como en la paz
Es menester observar en la guerra la equidad que se cumple en un juicio justo, en el que el reo no puede ser castigado con cualquier tipo de castigo, ni ser privado de la totalidad de sus bienes, sino que deberá de ser castigados de manera proporcional a la gravedad del delito cometido. Existe un deber de la incertidumbre sobre la justicia de la guerra. Suárez distingue tres hipótesis respecto de esta obligación. Obligación del Rey o del príncipe soberano. Éste tiene la obligación de estudiar cuidadosamente las causas de la guerra y la justicia de la misma, pudiendo darse los siguientes supuestos. Igualdad de probabilidades estando lo litigado en posesión de alguna de las partes. El que no tiene la posesión no puede declararle la guerra al que posee. Si el primero ataca, el segundo puede justamente defenderse. Suárez sostiene que la buena fe en el poseedor se refiere al momento inicial de la posesión, y en el caso de que la duda sea posterior y no se descubra la verdad podrá el poseedor retener la cosa con toda seguridad. Ninguna de las partes está en posesión de lo discutido y hay equivalencia de dudas y responsabilidades. Aquí. La cosa objeto del legítimo deberá de repartirse entre los discrepantes y en le caso de la invisibilidad de la misma se debe de acudir a otro medio de composición. En el caso de que alguna de las partes pretenda apoderarse de lo litigado, a la otra parte le corresponderá un justo título para oponerse.

### Diego de Covarrubias y Leyva
Según Diego de Covarrubias, para la justicia de la guerra se requiere en primer lugar, la autoridad del príncipe que la declara. Si alguien que está sujeto a un superior declara la guerra sin la autoridad y contra la voluntad de dicho superior, estará cometiendo una injuria contra él. Así, tiene derecho a declarar la guerra el príncipe que no reconoce autoridad superior alguna en su gobierno. Se requiere también de una causa justa y además de una intención recta en el ánimo de los beligerantes para evitar injurias a la nación o de vengar una ya recibida. Considera Covarrubias que aun cuando falte esa recta intención, estando presentes la autoridad y la causa justa, no se estará en la obligación de restituir lo apresado en la guerra.

#### Causas justas para la guerra
Que la guerra se haga para defensa de la nación y evitar que ésta sea oprimida por la fuerza de algún tirano. Incluye la defensa de las personas y las cosas que se encuentren en el propio imperio. Esta causa la considera de restituir lo apresado en la guerra. La guerra defensiva, es lícita aun para los particulares que no cuentan con la autoridad del príncipe o del superior, en virtud de que la ley natural les autoriza a la defensa.
La contumacia o rebeldía de quien injustamente rehúsa obedecer a la autoridad, aun después de haber sido convenientemente amonestados. Esto porque los súbditos que resisten la autoridad del príncipe están cometiendo pecado contra Dios y contra su príncipe. En virtud de lo anterior se puede imponer castigo a la nación que descuidó.
Vengar los crímenes de sus súbditos o se niega a devolver lo robado. Aquí Cobarrubias está confiriéndole potestad al príncipe injuriado para castigar, como juez, a los que lo ofendieron cuando éstos se niegan a restituirles.
Para recuperar las cosas tomadas violentamente por el enemigo. Señala que esta causa se reduce a la venganza de la injuria consistente en el retener las cosas del ofendido contra su voluntad. Dice Covarrubia en una Cita que de Budeo, que lo que comúnmente llamamos represalias, pueden llamarse en latín pignorationes o clarigacón. En tal sentido las represalias son continuamente aplicadas. Da como ejemplo el caso en que ladrones, piratas u otros súbditos de algún cometen injurias o daños y los ofendidos no pudiesen conseguir el castigo debido y la venganza en la nación a quienes pertenecen los autores del ataque, en tal caso es ilícito a injuriados usar pignoraciones contra los habitantes de esa nación. Concluye diciendo que las represalias sólo son ilícitas con las condiciones que requiere la guerra por derecho natural, divino y humano, pues de la licitud de la guerra no se desprende la licitud de las represalias. Por lo anterior, es necesaria la autoridad del príncipe que pueda declarar la guerra y además que la nación contra la cual se llevan a cabo las represalias que se rehúse a castigar los crímenes cometidos por sus súbditos. Podemos, con base en lo dicho por Covarrubias, concluir que quienes ejecutan las represalias deberán contar con la autoridad del príncipe, que en el caso de los corsarios sería la patente. Si en estas clarigaciones y represalias no es lícito, de primera intención, causar daño a los inocentes, se permite sí, per accidens.
Sobre si la guerra puede ser justa para ambas partes, dice que objetivamente esto no es posible, pues al ser contrarios los enemigos entre sí, también lo son sus derechos, estando por una parte de la justicia y por la otra la injusticia.
Desde un punto de vista subjetivo, si se puede la guerra ser justa por ambas partes, estando la justicia de la guerra para una de ellas, y actuando la otra de buena fe. Covarrubias hace distinción para posteriormente explicarte en qué caso lo apresado en la guerra pasa a ser legítima posesión de quienes lo toman y en qué casos ha de ser restituido.
Deja sentado que lo capturado en la guerra justa es de aquel que lo captura. Si son inmuebles, son propiedad del príncipe o Rey que declara la guerra, no del general o soldados que hacen la captura. Los bienes muebles pasan a ser posesión de sus captores y hay que ponerlos en manos del general del ejército para su repartición entre los soldados de acuerdo a sus méritos y dignidad. Deberán de observarse rígidamente las leyes y costumbres legítimamente establecidas para la repartición del botín.
Surge la duda para Covarrubias sobre si existe la obligación de restituirle al daño original las cosas tomadas al enemigo que pertenecen a ese primer dueño. En el caso de bienes inmuebles se ha de restituir al primer dueño. Los bienes muebles que estén en manos de los enemigos y que éstos a su vez los hayan tomado de otros, serán de los nuevos captores. Si no fueron los enemigos lo que se adueñaron de las cosas sino ladrones o piratas y éstas fueron recuperadas por soldados que no gozan de paga pública, éstos deberán devolver las cosas a sus legítimos dueños, debiendo recibir a cambio la retribución y pago debido por la recuperación.

## Edad Contemporánea

### Juan XXIII
La encíclica Pacem in terris (Paz en la Tierra, 1963) fue escrita por Juan XXIII, y dirigida no solo a los católicos, sino «a todos los hombres de buena voluntad». Redactada en plena guerra fría luego de la crisis de los misiles en Cuba de octubre de 1962, la encíclica contiene un rechazo incondicional de la carrera de armamentos y de la guerra en sí misma. Sostiene que en la era atómica resulta impensable que la guerra se pueda utilizar como instrumento de justicia. Esto, a su vez, implicó un fuerte cuestionamiento al concepto de guerra justa.

[...] la justicia, la recta razón y el sentido de la dignidad humana exigen urgentemente que cese ya la carrera de armamentos; que, de un lado y de otro, las naciones que los poseen los reduzcan simultáneamente; que se prohíban las armas atómicas; que, por último, todos los pueblos, en virtud de un acuerdo, lleguen a un desarme simultáneo, controlado por mutuas y eficaces garantías.

[...] en nuestra época, que se jacta de poseer la energía atómica, resulta un absurdo sostener que la guerra es un medio apto para resarcir el derecho violado.
Juan XXIII, Pacem in terris, 112 y 127

### Carl Schmitt
Según Carl Schmitt (1991) existen al menos dos tipos de guerra que pueden ser llamadas “justas”. Aquellas de causa formal (la iusta causa del derecho romano) y aquellas de causa moral (las de justificación moral indeterminada del derecho natural). Las guerras de causa formal son iustum bellum, iustum por darse entre iusti hostes según el derecho de gentes y atenerse a las reglas del derecho de guerra. Aquí, la razón de guerra es una razón formal no de fondo y por lo mismo es más objetiva y fácil de determinar. En la hostilidad admitida por el derecho de gentes, no existe el riesgo de la criminalización de los vencidos. El destino de los beligerantes puede ser la muerte, incluso, temporalmente el campo de concentración, pero nunca el juicio criminal por el simple hecho de su beligerancia.
El segundo tipo de guerra llamada justa es el resultado del corrimiento del bellum iustum (formal) a la “guerra justa” (moral). Esto es el resultado del pacifismo que promueve la renuncia a la guerra, el olvido del ius bellum y que ha transformado la guerra en pretexto para criminalizar al vencido. La guerra justa de los pacifistas no es bellum iustum es bellum politicum, por lo tanto el vencedor hace hincapié en la distinción entre enemigo y criminal.
Álvaro D'Ors dice que esta perversión criminalizadora de la guerra denunciada por Schmitt, deja sin paliativos formales la discriminación de la justicia moral. Esta criminalización es un retroceso jurídico, como muestra la historia del derecho privado, afirma el catedrático español.
El bellum politicum es de hecho guerra civil y de ahí que resulte criminalizadora con los vencidos. En otras palabras explica D' Ors : el pacifismo al proscribir el derecho del bellum iustum, ha venido a “politizar” toda guerra y a dar el resultado criminalizante del “enemigo” vencido. Por eso toda guerra civil termina argumentando con razones de justicia moral.

### John Rawls
El político teórico y filósofo John Rawls, hizo sus mayores aportacionés al concepto de la justicia. Su doctrina parte de la tradición de la guerra justa. A su entender, por ejemplo, la guerra de Vietnam fue injusta, pero había sido necesario y correcto combatir a Hitler y al fascismo. La justicia de las guerras dependen de si respetan ciertas condiciones o principios de moralidad política sobre las causas o razones de una conflagración y si, durante el conflicto bélico, se respeta una cierta conducta. No se puede hacer la guerra por cualquier motivo ni de cualquier forma. En cualquier caso, lo importante es entender que incluso en las circunstancias más dramáticas las personas «no estamos excusadas de hacer las distinciones afinadas de los principios morales y políticos».

#### Las causas de la guerra justa (ius ad bellum)
John Rawls admitió que un pueblo podía declarar la guerra a otro por dos motivos:
- La autodefensa ante una agresión que pone en peligro los intereses fundamentales de la sociedad, es decir, tienen derecho de hacer la guerra en defensa propia (como en la guerra del Golfo, donde Kuwait tenía todo el derecho a defenderse ante la agresión iraquí). Este es el caso más claro de guerra justa.
- La intervención humanitaria. Un pueblo puede entrar legítimamente en guerra contra otro que no lo ha agredido previamente, si el gobierno del segundo viola de un modo flagrante los derechos humanos de sus ciudadanos. La autodefensa y la protección de los derechos humanos son los dos únicos fines que justifican entrar en guerra.

"Ningún Estado tiene el derecho a declarar una guerra a fin de satisfacer su intereses racionales, por contraste con sus intereses razonables."
The Law of Peoples

Ahora bien, una guerra justa siempre deberá responder a un objetivo a más largo plazo: la incorporación de los estados ilegales (Outlaw States), irrespetuosos con los derechos humanos, a la «Sociedad de Pueblos» bien ordenados que respetan el derecho de gentes. Este objetivo a largo plazo ayuda a dar cuenta de las reglas y criterios que han de seguirse en la conducción de la guerra.

#### La buena conducta bélica (ius in bellum)
Rawls estipuló seis criterios de conducta durante una guerra justa:
1) El objetivo explícito de una contienda con justificación moral tiene que ser la paz duradera entre los pueblos;
2) los pueblos bien ordenados no luchan entre sí;
3) la población civil del pueblo enemigo, incluidos los soldados, no son responsables de la guerra;
4) es preciso respetar los derechos humanos de los enemigos;
5) es preciso comunicar al pueblo enemigo que el objetivo de la guerra es la paz y una relación de cooperación futura; y
6) los cálculos de eficiencia, realizados en términos de la relación entre los medios y los fines, tienen que circunscribirse a las condiciones de moralidad establecidas en los principios anteriores.
Mediante estos criterios, Rawls creyó que se podría resolver el problema de la atribución de responsabilidades con respecto a cualquier conflicto. El pueblo enemigo no tiene la culpa de la guerra desencadenada, y la única responsabilidad penal y moral del conflicto recae sobre su clase dirigente. Ellos son los «criminales» a quienes cabe atribuir la culpa del mal de la guerra.

#### Robert L. Holmes
El filósofo y académico estadounidense Robert L. Holmes ha sostenido que, en la era moderna de las armas de destrucción masiva, las teorías de la "guerra justa" en general no son moralmente adecuadas. Esto se debe al hecho de que no obedecen una máxima moral fundamental que está incluida en cualquier teoría ética racional. Esta máxima exige la protección, la seguridad y el bienestar de todos los seres humanos e incluye la seguridad de los combatientes tanto "inocentes" como "no inocentes" en la guerra. Según Holmes, las teorías de la "guerra justa" en general no dan cuenta de este imperativo moral prima facie. En este sentido, aboga por una forma de "personalismo moral". Además, aboga por trascender los conceptos de "jus ad bellum o el jus in bello" al afirmar que cualquier sistema de guerra es inherentemente poco ético debido a las consecuencias que resultan de hacer la guerra en la era moderna. Concluye con optimismo señalando que es posible que la humanidad se convierta en "pacifista pragmático" simplemente afirmando que la violencia sistemática y a gran escala es prima facie moralmente incorrecta en la era moderna.

## Otros tratadistas
- Hugo Grotius
- Baron von Pufendorf
- Immanuel Kant
- Michael Walzer